# Liste von Denkmälern von Mathematikern, Naturwissenschaftlern, Medizinern und Technikern
Die Liste von Denkmälern von Mathematikern, Naturwissenschaftlern, Medizinern und Technikern gibt einen Überblick über Denkmäler im engeren Sinne, also über Bauwerke, Skulpturen, Plastiken und dergleichen, die an bestimmte Personen und Personengruppen im Bereich Mathematik, Naturwissenschaften, Medizin und Technik erinnern.
Gedenktafeln, Informationstafeln oder Grabmale werden nicht aufgeführt.
| Person                          | Standort | errichtet   | Künstler                                            | Bereich                                             | Anmerkungen | Bild |
| ------------------------------- | --- | ----------- | --------------------------------------------------- | --------------------------------------------------- | --- | ---- |
| Ernst Abbe                      | Jena, auf dem Carl-Zeiß-Platz | 1908–1911   | Henry van de Velde, Max Klinger, Constantin Meunier | Physiker                                            | Ernst-Abbe-Denkmal |      |
| Ernst Abbe                      | Jena, Fürstengraben | 1977        |                                                     | Physiker                                            | |      |
| Albertus Magnus                 | Köln, auf dem Albertus-Magnus-Platz                                                                                              | 1956        | Gerhard Marcks                                      | Gelehrter, u. a. Naturwissenschaftler               | |      |
| Albertus Magnus                 | Lauingen, Marktplatz | 1880        | Ferdinand von Miller                                | Gelehrter, u. a. Naturwissenschaftler               | Quelle |      |
| Peter Apian                     | München, Ruhmeshalle |             |                                                     | Gelehrter, u. a. Mathematiker                       | |      |
| Friedrich Simon Archenhold      | Berlin, vor der Archenhold-Sternwarte in Alt-Treptow                                                                             | 1956        | Balden                                              | Astronom                                            | |      |
| Archimedes                      | Berlin, im Garten der Archenhold-Sternwarte in Alt-Treptow                                                                       | 1972        | Gerhard Thieme                                      | Mathematiker, Physiker                              | identisch mit der Plastik in Güstrow |      |
| Archimedes                      | Güstrow, Markt |             | Gerhard Thieme                                      | Mathematiker, Physiker                              | identisch mit der Plastik in Berlin |      |
| Archimedes                      | Fulda, vor dem Freiherr-vom-Stein-Gymnasium                                                                                      |             |                                                     | Mathematiker, Physiker                              | "Archimedes in seinen Kreisen" |      |
| Aristoteles                     | Bremen, Fassade des Rathauses |             |                                                     | Gelehrter, u. a. Naturwissenschaftler               | |      |
| Heinrich Adolf von Bardeleben   | Berlin, Gartenanlagen des Universitätsklinikums Charité                                                                          | 1889        | Martin Wolff                                        | Mediziner                                           | Es wird davon ausgegangen, dass dies das erste Denkmal auf dem Charité-Gelände war. |      |
| Carl Benz                       | Mannheim, Augustaanlage | 1933/2008   | Max Laeuger                                         | Ingenieur und Automobilpionier                      | |      |
| Friedrich Wilhelm Bessel        | Bremen, in der Papenstraße | 1990        | Jürgen Goertz                                       | Astronom, Mathematiker, Geodät und Physiker         | Bessel-Ei |      |
| Friedrich Bezold                | München, Nußbaumstraße 1 (Parkanlage)                                                                                            | 1914        | Karl Hoepf und Georg Mattes                         | Mediziner                                           | |      |
| Heinrich Bodinus                | Berlin, im Zoologischen Garten                                                                                                   | 1894        | Kiesewalter                                         | Mediziner und Zoologe                               | Quelle |      |
| Carl Friedrich Wilhelm Borgward | Bremen, an der Mercedesstraße | 1990        | B. Sieger                                           | Ingenieur und Unternehmer                           | Borgward-Denkmal |      |
| Tycho Brahe                     | Weil der Stadt, auf dem Marktplatz                                                                                               | 1870        | August von Kreling                                  | Astronom                                            | Die Statue ist in den Sockel des Kepler-Denkmals eingefügt. |      |
| Tycho Brahe                     | Prag |             |                                                     | Astronom                                            | |      |
| Leopold von Buch                | Berlin, über dem Eingangsbereich des Museums für Naturkunde in Berlin                                                            |             | Richard Ohmann                                      | Geologe                                             | |      |
| Jost Bürgi                      | Weil der Stadt, auf dem Marktplatz                                                                                               | 1870        | August von Kreling                                  | Astronom, Instrumentenbauer                         | Die Statue ist in den Sockel des Kepler-Denkmals eingefügt. |      |
| Robert Wilhelm Bunsen           | Heidelberg, Hauptstraße | 1908        | Hermann Volz                                        | Chemiker                                            | Quelle |      |
| Hermann Burckhardt              | Stuttgart, Hegelplatz | 1911        | Ludwig Habich                                       | Mediziner                                           | Obermedizinalrat Hermann Burckhardt (1847–1907), ab 1883 Chefarzt der Chirurgischen Abteilung des Katharinenhospitals. Denkmal zeigt Skulptur eines Genesenden, Porträtrelief von Burckhardt auf Piedestal. |      |
| Marie Curie                     | Foshan-Universität, Foshan |             |                                                     | Physikerin, Chemikerin                              | Denkmal für Marie Curie und Albert Einstein |      |
| Marie Curie                     | Gliwice |             |                                                     | Physikerin, Chemikerin                              | |      |
| Marie Curie                     | Krakau |             |                                                     | Physikerin, Chemikerin                              | |      |
| Marie Curie                     | Lublin |             |                                                     | Physikerin, Chemikerin                              | |      |
| Marie Curie                     | Lublin |             |                                                     | Physikerin, Chemikerin                              | Denkmal für Marie und Pierre Curie |      |
| Marie Curie                     | Szydłów |             |                                                     | Physikerin, Chemikerin                              | |      |
| Marie Curie                     | Warschau |             |                                                     | Physikerin, Chemikerin                              | |      |
| Marie Curie                     | Warschau |             | Bronisław Krzysztof                                 | Physikerin, Chemikerin                              | Marie Curie hält ein Poloniummodell in der Hand. |      |
| Pierre Curie                    | Lublin |             |                                                     | Physiker                                            | Denkmal für Marie und Pierre Curie |      |
| Gottlieb Daimler                | Stuttgart-Bad Cannstatt, Kursaal                                                                                                 | 1902        | Emil Kiemlen                                        | Ingenieur                                           | |      |
| Charles Darwin                  | Foshan-Universität, Foshan |             |                                                     | Naturforscher                                       | Denkmal für Isaac Newton und Charles Darwin |      |
| Eugen Denneler                  | Stuttgart-Hedelfingen, Rennweg                                                                                                   |             |                                                     | Ingenieur                                           | Der Brunnen wurde 2014 in "Eugen-Denneler-Brunnen" umbenannt. |      |
| Wilhelm Diekerhoff              | Berlin, Ehrenhof der Humboldt-Universität                                                                                        | 1906        | Ernst Herter                                        | Veterinärmediziner                                  | Quelle |      |
| Rudolf Diesel                   | München, Ruhmeshalle |             |                                                     | Ingenieur                                           | |      |
| Adolph Diesterweg               | Berlin, an der Spree in Mitte | 1990        | Harald Metzkes                                      | Astronom, Mathematiker                              | Quelle |      |
| Karl und Hermann von Ehmann     | Stuttgart-Degerloch, Jahnstraße                                                                                                  |             |                                                     | Ingenieure                                          | Der Brunnen wurde 2014 in "Ehmann-Brunnen" umbenannt. |      |
| Albert Einstein                 | Foshan-Universität, Foshan |             |                                                     | Physiker                                            | Denkmal für Marie Curie und Albert Einstein |      |
| Albert Einstein                 | Ulm, Bahnhofstraße | 1982        |                                                     | Physiker                                            | Denkmal an dem Ort, wo das Geburtshaus Albert Einsteins stand |      |
| Albert Einstein                 | Ulm, vor dem Haus Zeughausgasse 14                                                                                               | 1984        | Jürgen Goertz                                       | Physiker                                            | Brunnen |      |
| Emil Fischer                    | Berlin, auf dem Robert-Koch-Platz                                                                                                |             |                                                     | Chemiker                                            | |      |
| Emil Fischer                    | Berlin, im Vorgarten des Max-Planck-Instituts für Zellphysiologie (dem heutigen Gebäude des Archivs der Max-Planck-Gesellschaft) |             |                                                     | Chemiker                                            | |      |
| Ludwig Franzius                 | Bremen, an der Großen Weserbrücke                                                                                                | 1908 / 1962 | Georg Roemer                                        | Wasserbauingenieur                                  | Franzius-Büste 1908, Franzius-Büste 1962 |      |
| Joseph von Fraunhofer           | München, Ruhmeshalle |             |                                                     | Optiker und Physiker                                | |      |
| Joseph von Fraunhofer           | München, Maximilianstraße 42 (Südseite, vor dem Museum Fünf Kontinente)                                                          | 1868        | Johann von Halbig                                   | Optiker und Physiker                                | |      |
| Joseph von Fraunhofer           | Straubing, am Herzogsschloss | 1910        |                                                     | Optiker und Physiker                                | Quelle |      |
| Galileo Galilei                 | Berlin, auf dem Gelände der Archenhold-Sternwarte in Alt-Treptow                                                                 | 1974        | Richter                                             | Naturwissenschaftler                                | Quelle |      |
| Johann Gottfried Galle          | Berlin, auf dem Gelände der Archenhold-Sternwarte in Alt-Treptow                                                                 | 1980        | Richter                                             | Astronom                                            | Quelle |      |
| Johann Gottfried Galle          | Gräfenhainichen, Ecke Pforten- und Gremminer Straße                                                                              | 1977        | Richter                                             | Astronom                                            | Quelle |      |
| Caspar Garthe                   | Köln, auf dem Gelände des Zoos                                                                                                   | 1886        | Anton Werres                                        | Naturforscher                                       | Quelle |      |
| Carl Friedrich Gauß             | Braunschweig, Gaußberg | 1877        | Fritz Schaper                                       | Mathematiker                                        | Gauß-Denkmal (Braunschweig) |      |
| Carl Friedrich Gauß             | Göttingen, auf dem Wall | 1899        | Ferdinand Hartzer                                   | Mathematiker                                        | Gauß-Weber-Denkmal |      |
| Andreas Christian Gerlach       | Berlin, Ehrenhof der Humboldt-Universität                                                                                        | 1890        | Otto Panzner                                        | Veterinärmediziner                                  | Quelle |      |
| Albrecht von Graefe             | Berlin, Gartenanlagen des Universitätsklinikums Charité                                                                          | 1882        | Rudolf Siemering                                    | Mediziner                                           | Das Denkmal gilt als das erste Berliner Denkmal für einen Arzt im öffentlichen Raum. |      |
| Otto Hahn                       | Frankfurt, an der Süd-West-Ecke der Kleinmarkthalle                                                                              | 1978        |                                                     |                                                     | |      |
| Philipp Matthäus Hahn           | Stuttgart-West, Berliner Platz                                                                                                   | 1956        | Peter Otto Heim                                     | Ingenieur                                           | |      |
| Werner Heisenberg               | München, Ruhmeshalle | 2009        |                                                     | Physiker                                            | |      |
| Hermann von Helmholtz           | Berlin, Ehrenhof der Humboldt-Universität                                                                                        | 1899        | Ernst Herter                                        | Physiker                                            | 1935 wurde das Denkmal in die Universitätsstraße (Berlin) verbracht, am 8. September 1994 an seinem Ursprungsort wieder aufgestellt. |      |
| Eduard Heinrich Henoch          | Berlin, Gartenanlagen des Universitätsklinikums Charité                                                                          | 1890        | Martin Wolff                                        | Mediziner                                           | Mit der Begründung, dass es sich um die Darstellung eines jüdischen Wissenschaftlers handele, wurde die Henoch-Büste in der Nacht zum 28. Juli 1940 abgebaut, zunächst von der Charité eingelagert und im Mai 1942 an eine Sammelstelle der NSDAP »zwecks Verwertung als Altmaterial« abgegeben. Man muss davon ausgehen, dass die Bronzebüste für Eduard Henoch eingeschmolzen wurde. |      |
| Heinrich Hertz                  | Hamburg, im Eichenpark an der Alster                                                                                             | 1933/1994   | Friedrich Wield                                     | Physiker                                            | |      |
| Otto Heubner                    | Berlin, Gartenanlagen des Universitätsklinikums Charité                                                                          | 1913        | Hugo Lederer                                        | Mediziner                                           | Quelle |      |
| Rahel Hirsch                    | Berlin, Gartenanlagen des Universitätsklinikums Charité                                                                          | 1995        | Susanne Wehland                                     | Medizinerin                                         | Das Denkmal entstand 1995 auf Initiative von zwei Ärztinnen der Charité. Durch eine Verkaufsausstellung von Kunstwerken finanzierten sie 1994 die Anfertigung der Bronze-Figur. Mit der feierlichen Enthüllung im Herbst 1995 sollte zugleich an den 125. Geburtstag von Rahel Hirsch erinnert werden. 2008 restauriert. |      |
| Hellmuth Hirth                  | Stuttgart-Zuffenhausen |             |                                                     | Flugpionier, Flugzeug- und Flugmotorenkonstrukteur  | |      |
| Cuno Hoffmeister                | Sonneberg-Neufang, auf dem Gelände der Sternwarte Sonneberg                                                                      |             |                                                     | Astronom und Geophysiker                            | Quelle |      |
| Alexander von Humboldt          | Berlin, Ehrenhof der Humboldt-Universität                                                                                        | 1883        | Reinhold Begas                                      | Naturforscher                                       | Quelle |      |
| Alexander von Humboldt          | Berlin, Budapester Str. 31 | 1878/1999   | Gustav Bläser                                       | Naturforscher                                       | Quelle |      |
| Karl Karmarsch                  | Hannover, Opernplatz/Georgstraße                                                                                                 | 1883        | Oskar Rassau, Heinrich Köhler                       | Technologe                                          | Karmarsch-Denkmal |      |
| August Kekulé                   | Bonn-Poppelsdorf, vor der Alten Chemie, dem heutigen Geographischen Institut, an der Meckenheimer Allee                          | 1903        | Hans Everding                                       | Chemiker                                            | |      |
| Johannes Kepler                 | Berlin, auf dem Gelände der Archenhold-Sternwarte in Alt-Treptow                                                                 | 1971        | Richter                                             | Naturphilosoph, Mathematiker, Astronom              | Quelle |      |
| Johannes Kepler                 | Regensburg, in Grünanlage gegenüber Hauptbahnhof                                                                                 | 1808        | Friedrich Wilhelm Eugen Döll                        | Naturphilosoph, Mathematiker, Astronom              | Quelle |      |
| Johannes Kepler                 | Weil der Stadt, auf dem Marktplatz                                                                                               | 1870        | August von Kreling                                  | Naturphilosoph, Mathematiker, Astronom              | Der Sockel enthält Statuen von Tycho Brahe, Jost Bürgi, Copernicus und Mästlin. |      |
| Johannes Kepler                 | Prag |             |                                                     | Naturphilosoph, Mathematiker, Astronom              | |      |
| Johannes Kepler                 | Graz | 1963        | Alfred Pirker                                       | Naturphilosoph, Mathematiker, Astronom              | Quelle |      |
| Justinus Kerner                 | Stuttgart, Kernerstr. 19B | um 1894     |                                                     | Mediziner, Dichter                                  | Justinus-Kerner-Büste |      |
| Justinus Kerner                 | Stuttgart, Kernerplatz | 1934        | Carl Eisele                                         | Mediziner, Dichter                                  | Kernerbrünnele |      |
| Franz von Kobell                | München-Haidhausen, Maximiliansanlagen                                                                                           |             | Benedikt König                                      | Mineraloge                                          | |      |
| Robert Koch                     | Berlin, nahe der Charité (Luisenstraße/Robert-Koch-Platz)                                                                        | 1916        |                                                     | Mediziner                                           | Louis Tuaillon |      |
| Robert Koch                     | Clausthal-Zellerfeld |             |                                                     | Mediziner                                           | Büste vor dem Wohnhaus in Clausthal |      |
| Franz König                     | Berlin, Gartenanlagen des Universitätsklinikums Charité                                                                          | 1904        | Ferdinand Hartzer                                   | Mediziner                                           | Das Denkmal wurde vom preußischen Kultusministerium gestiftet. |      |
| Nikolaus Kopernikus             | Berlin, auf dem Gelände der Archenhold-Sternwarte in Alt-Treptow                                                                 | 1977        | Richter                                             | Astronom, Mathematiker                              | Quelle |      |
| Nikolaus Kopernikus             | Weil der Stadt, auf dem Marktplatz                                                                                               | 1870        | August von Kreling                                  | Astronom, Mathematiker                              | Die Statue ist in den Sockel des Kepler-Denkmals eingefügt. |      |
| Nikolaus Kopernikus             | Foshan-Universität, Foshan |             |                                                     | Mathematiker, Astronom                              | Denkmal für Nikolaus Kopernikus und Karl Marx |      |
| Friedrich Kraus                 | Berlin, Gartenanlagen des Universitätsklinikums Charité                                                                          | 1927        | Hugo Lederer                                        | Mediziner                                           | Das Denkmal wurde 1990/91 vom Sockel getrennt und gestohlen. |      |
| Gottfried Wilhelm Leibniz       | Göttingen, am Eingang zum Auditorium der Universität an der Weender Landstraße                                                   | 1864        | Carl Dopmeyer                                       | Universalgelehrter, u. a. Mathematiker              | Quelle |      |
| Gottfried Wilhelm Leibniz       | Hannover, Georgengarten | 1787–1790   |                                                     | Universalgelehrter, u. a. Mathematiker              | Leibniztempel |      |
| Gottfried Wilhelm Leibniz       | Hannover, am Operndreieck | 2008        | Stefan Schwerdtfeger                                | Universalgelehrter, u. a. Mathematiker              | Leibniz-Denkmal |      |
| Gottfried Wilhelm Leibniz       | Leipzig, im Innenhof des Neuen Campus der Universität Leipzig                                                                    | 1883        | Ernst Hähnel                                        | Universalgelehrter, u. a. Mathematiker              | Leibnizdenkmal |      |
| Ernst von Leyden                | Berlin, Gartenanlagen des Universitätsklinikums Charité                                                                          | 1913        | Eugen Boermel                                       | Mediziner                                           | Das Denkmal wurde vom preußischen Kultusministerium gestiftet. |      |
| Georg Christoph Lichtenberg     | Göttingen, vor dem Alten Rathaus                                                                                                 | 1992        | Fuat Duschku                                        | Mathematiker und Experimentalphysiker               | Quelle |      |
| Georg Christoph Lichtenberg     | Göttingen, hinter dem Gebäude der Alten Staatsbibliothek                                                                         | 1992        | Neuhoff                                             | Mathematiker und Experimentalphysiker               | Quelle |      |
| Georg Christoph Lichtenberg     | Stade, im Freilichtmuseum auf der Insel                                                                                          | 1998        | Neuhoff                                             | Mathematiker und Experimentalphysiker               | Quelle |      |
| Justus von Liebig               | Darmstadt, Luisenplatz | 1913        | Heinrich Jobst                                      | Chemiker                                            | |      |
| Justus von Liebig               | Gießen, an der Ostanlage | 1890        | Fritz Schaper                                       | Chemiker                                            | |      |
| Justus von Liebig               | München, Maximiliansplatz | 1883        | Michael Wagmüller                                   | Chemiker                                            | |      |
| William Lindley                 | Hamburg, am Baumwall |             |                                                     | Ingenieur                                           | |      |
| Michael Mästlin                 | Weil der Stadt, auf dem Marktplatz                                                                                               | 1870        | August von Kreling                                  | Mathematiker, Astronom                              | Die Statue ist in den Sockel des Kepler-Denkmals eingefügt. |      |
| Robert Mayer                    | Heilbronn, Marktplatz | 1892        | Wilhelm von Rümann                                  | Arzt und Physiker                                   | |      |
| Lise Meitner                    | Berlin, Ehrenhof der Humboldt-Universität                                                                                        | 2014        | Anna Franziska Schwarzbach                          | Physikerin                                          | Laut Humboldt-Universität ist dies das erste Denkmal für eine Wissenschaftlerin in Deutschland. |      |
| Ernst Menne                     | Siegen, im Siegerlandzentrum |             | Adolf Saenger                                       | Hochofenfachmann und Chemiker                       | |      |
| Oskar von Miller                | München, Ruhmeshalle |             |                                                     | Elektroingenieur                                    | |      |
| Eilhard Mitscherlich            | Berlin, Ehrenhof der Humboldt-Universität                                                                                        | 1894        | Carl Ferdinand Hartzer                              | Chemiker                                            | Quelle |      |
| Karl Friedrich Mohr             | Koblenz, vor dem Eichendorff-Gymnasium                                                                                           | 1914        | Hugo Cauer                                          | Naturwissenschaftler, Pharmazeut und Chemiker       | Friedrich-Mohr-Denkmal |      |
| Friedrich Christoph Müller      | Schwelm bei Wuppertal, im Park des Hauses Martfeld                                                                               | 1820        |                                                     | Mathematiker, Astronom                              | Quelle |      |
| Johannes Müller                 | Berlin, über dem Eingangsbereich des Museums für Naturkunde in Berlin                                                            |             | Richard Ohmann                                      | Physiologe, Meeresbiologe und vergleichender Anatom | |      |
| Johannes Müller                 | Koblenz, Jesuitenplatz | 1899        | Joseph Uphues                                       | Physiologe, Meeresbiologe und vergleichender Anatom | Johannes-Müller-Denkmal (Koblenz) |      |
| Johannes Müller                 | Straßburg, Gesims am Gebäude der Universität Straßburg                                                                           |             |                                                     | Physiologe, Meeresbiologe und vergleichender Anatom | |      |
| Georg von Neumayer              | Bad Dürkheim, auf dem Gelände des Pfalzmuseums                                                                                   | 1820        |                                                     | Geophysiker, Polarforscher                          | Quelle |      |
| Isaac Newton                    | Foshan-Universität, Foshan |             |                                                     | Naturforscher                                       | Denkmal für Isaac Newton und Charles Darwin |      |
| Emmy Noether                    | München, Ruhmeshalle | 2009        |                                                     | Mathematikerin                                      | |      |
| Hermann Oberth                  | Feucht, im "Eichenhain" |             |                                                     | Physiker, Raketenpionier                            | Tempel mit sechs Säulen |      |
| Georg Simon Ohm                 | München, Theresienstraße (vor der Technischen Universität)                                                                       |             |                                                     | Physiker                                            | |      |
| Georg Simon Ohm                 | München, Ruhmeshalle |             |                                                     | Physiker                                            | |      |
| Heinrich Wilhelm Olbers         | Bremen, Wallanlagen | 1848/50     | Carl Steinhäuser                                    | Arzt und Astronom                                   | Olbers-Denkmal in Bremen |      |
| Johann Georg Palitzsch          | Dresden, Georg-Palitzsch-Str. 2                                                                                                  | 1877        | Knieling, Biltz                                     | Naturwissenschaftler, Bauernastronom                | Quelle |      |
| Johann Georg Palitzsch          | Dresden, Gamigstr. 23 | 1923        |                                                     | Naturwissenschaftler, Bauernastronom                | Palitzschbrunnen |      |
| Denis Papin                     | Kassel, vor dem Ottoneum | 1906        | Hans Everding                                       | Physiker und Mathematiker                           | |      |
| Franz von Paula Schrank         | München, Ruhmeshalle |             |                                                     | Botaniker und Insektenforscher                      | |      |
| Max von Pettenkofer             | München, Maximiliansplatz | 1909        | Wilhelm von Rümann                                  | Chemiker und Hygieniker                             | |      |
| Wilhelm Pfeil                   | Bodetal östlich von Treseburg (Thale), nahe am Großen Dambachskopf                                                               | 1865        | Eduard Mencke                                       | Forstwissenschaftler                                | Das umzäunte Denkmal besteht aus einem wuchtigen Sockel, auf dem ein kapitaler Hirsch thront. Es wurde zu Pfeils Andenken von seinen Schülern durch Spenden finanziert. Die Ortswahl geschah auf Grund der Tatsache, dass Pfeil diese Gegend regelmäßig zwecks Erholung und Jagd aufsuchte und in den Forsten um Thale mit den Studenten der Forstakademie praktische Übungen zur Einteilung und Bewertung der Wälder vornahm. 1825 traf er sich hier auch mit Heinrich Cotta. Das Denkmal spielt in einer Schlüsselszene des Romans Cécile von Theodor Fontane eine Rolle. Es ist als Nr. 68 in das System der Stempelstellen der Harzer Wandernadel einbezogen. |      |
| Auguste Piccard                 | Obergurgl | 1989        |                                                     | Experimentalphysiker und Erfinder                   | Das Denkmal erinnert an die Notlandung von Prof. Auguste Piccard am 27. Mai 1931 am Gurgler Ferner. |      |
| Max Planck                      | Berlin, Ehrenhof der Humboldt-Universität                                                                                        | 1948/49     | Bernhard Heiliger                                   | Physiker                                            | Am 16. Oktober 2006 wurde das Denkmal mit 56-jähriger Verspätung im Ehrenhof der Universität eingeweiht. |      |
| Ferdinand Reich                 | Freiberg, Wallstraße |             |                                                     | Chemiker und Physiker                               | |      |
| Georg Friedrich von Reichenbach | München, Ruhmeshalle |             |                                                     | Ingenieur                                           | |      |
| Johann Georg Repsold            | Hamburg, vor dem Museum für Hamburgische Geschichte                                                                              | 1833        | Alexis de Chateauneuf, Otto Sigismund Runge         | Feinmechaniker                                      | Quelle |      |
| Theodor Richter                 | Freiberg, Wallstraße |             |                                                     | Chemiker und Mineraloge                             | |      |
| Klaus Riedel                    | Bernstadt a.d. Eigen, bei der Kirche                                                                                             | 1996        | Buschmann                                           | Raketenkonstrukteur                                 | Quelle |      |
| Adam Ries                       | Annaberg-Buchholz, in den Anlagen                                                                                                | 1893        | Robert Henze                                        | Rechenmeister                                       | Quelle |      |
| Adam Ries                       | Bad Staffelstein, in der Bahnhofstraße                                                                                           | 2009        | Andreas Krämmer                                     | Rechenmeister                                       | |      |
| Adam Ries                       | Erfurt, in der Michaelisstraße 48                                                                                                | 1992        |                                                     | Rechenmeister                                       | |      |
| Wilhelm Conrad Röntgen          | Berlin, Institut für Radiologie im Universitätsklinikum Charité                                                                  | 1898/2002   | Reinhold Felderhoff                                 | Physiker                                            | [ 20 ] |      |
| Wilhelm Conrad Röntgen          | Gießen, in der Gießener Südanlage im Theaterpark neben dem Stadttheater                                                          | 1962        | Erich Fritz Reuter                                  | Physiker                                            | Röntgendenkmal (Gießen) |      |
| Wilhelm Conrad Röntgen          | Lennep | 1930        |                                                     | Physiker                                            | |      |
| Wilhelm Conrad Röntgen          | Würzburg | 1970        |                                                     | Physiker                                            | |      |
| Friedlieb Ferdinand Runge       | Oranienburg |             |                                                     | Chemiker                                            | |      |
| Adam Schall von Bell            | Köln, neben der Minoritenkirche                                                                                                  | 1992        | Werner Stötzer                                      | Wissenschaftler, u. a. Astronom                     | Quelle |      |
| Karl Scheel                     | Ilmenau | 1932        |                                                     | Physiker                                            | |      |
| Christoph Scheiner              | München, Ruhmeshalle | 1856        | Arnold Hermann Lossow                               | Physiker, Optiker und Astronom                      | |      |
| Johann Lukas Schönlein          | Bamberg, Schönleinplatz | 1874        | Caspar von Zumbusch                                 | Mediziner                                           | |      |
| Wilhelm Schütz                  | Berlin, Ehrenhof der Humboldt-Universität                                                                                        | 1922        | Hans Dammann                                        | Veterinärmediziner                                  | Quelle |      |
| Friedrich Magnus Schwerd        | Köln, neben der Minoritenkirche                                                                                                  | 1874        | Miller                                              | Geodät, Astronom und Physiker                       | Quelle |      |
| Alois Senefelder                | Ortsmitte von Solnhofen | 1845        | Etienne Hippolyte Maindron                          | Erfinder des Lithografieverfahrens                  | Alois-Senefelder-Denkmal |      |
| Johann Georg von Soldner        | München, Ecke Liebig- und Oettingenstraße, vor dem Landesamt für Vermessung und Geoinformation                                   | 1963        |                                                     | Physiker, Mathematiker, Astronom und Geodät         | Quelle |      |
| Arnold Sommerfeld               | München, Ruhmeshalle |             |                                                     | Physiker                                            | |      |
| Louis Stromeyer                 | Hannover, Opernplatz/Georgstraße                                                                                                 | 1884        | Oskar Rassau                                        | Mediziner                                           | Stromeyer-Denkmal |      |
| Benjamin Thompson, Graf Rumford | München, Lerchenfeldstraße (Englischer Garten, südöstl. Teil)                                                                    | 1796        | Franz Jakob Schwanthaler                            | Experimentalphysiker und Erfinder                   | |      |
| Benjamin Thompson, Graf Rumford | München, Maximilianstraße 39 (Nordseite, vor der Regierung von Oberbayern)                                                       | 1867        | Caspar von Zumbusch                                 | Experimentalphysiker und Erfinder                   | |      |
| Otto Warburg                    | Berlin, auf dem Biomedizinischen Campus Berlin-Buch                                                                              | 2001        | Sabina Grzimek                                      | Mediziner                                           | |      |
| Frank Whittle                   | Coventry, am Millennium Place | 2007        | Faith Winter                                        | Erfinder des Strahltriebwerks                       | |      |
| Heinrich Otto Wieland           | München, Ruhmeshalle | 2009        |                                                     | Chemiker                                            | |      |
| Richard Willstätter             | München, Ruhmeshalle |             |                                                     | Chemiker                                            | |      |
| Friedrich Wöhler                | Göttingen, auf dem Wöhlerplatz                                                                                                   | 1890        | Ferdinand Hartzer                                   | Chemiker                                            | |      |
| Jonathan Zenneck                | Cuxhaven, an der Kugelbake | 1992        |                                                     | Physiker und Funkpionier                            | |      |
| Zu Chongzhi                     | Foshan-Universität, Foshan |             |                                                     | Mathematiker, Astronom                              | Denkmal für Zu Chongzhi und Konfuzius |      |